# 志摩房
志摩房（しまのぼう）は、山梨県南巨摩郡身延町身延にある日蓮宗の寺院。要行院。身延山久遠寺の宿坊として最古級の坊。潮師法縁。

## 歴史
建治元年（1275年）中老僧で妙法寺の肥前公恵朝阿闍梨日伝（懸腰寺で立正大師日蓮と法論した善智法印）を開山に創建された。文政13年（1830年）秀悦坊と寺地を交換して醍醐谷から現在地へ移転した。その後に数度他坊を合併して現在に至る。

## 参考資料
- 『身延町誌』身延町（1970年）
- 日蓮宗寺院大鑑編集委員会『宗祖第七百遠忌記念出版 日蓮宗寺院大鑑』大本山池上本門寺 (1981年)